# ۲۴ مارس
۲۴ مارس در تقویم گرگوری، هشتاد و سومین (در سال‌های کبیسه هشتاد و چهارمین) روز سال است. ۲۸۲ روز تا پایان سال باقی است.

## مناسبت‌ها
- روز جهانی سل[۱]
- روز جهانی مراکز داده

- روز جهانی حق آگاهی از نقض فاحش حقوق بشر و کرامت قربانیان

## زادروزها
- ۱۹۱۲ – سکوندو مانی، دوچرخه‌سوار اهل ایتالیا (د. ۱۹۹۷)
- ۱۹۲۶ – داریو فو، نویسنده، نمایشنامه‌نویس، طراح صحنه و کارگردان ایتالیایی

## مرگ‌ها
- ۱۹۰۵ – ژول ورن، نویسندهٔ فرانسوی بر اثر دیابت درگذشت.
- ۱۹۸۰ – فرانسوا پرسون، دوچرخه‌سوار اهل فرانسه (ز. ۱۹۲۲)
- ۲۰۱۶ – یوهان کرایف، فوتبالیست اهل هلند و اسطوره تیم های آژاکس و بارسلونا بر اثر سرطان‌ریه درگذشت.